# Виноградовы
Виноградовы — ткачихи, однофамилицы, ткачихи фабрики им. Ногина (г. Вичуга Ивановской обл.), которые в 1935 году установили сначала всесоюзный, а затем мировой рекорд производительности труда, зачинательницы «виноградовского движения»:
- Виноградова, Евдокия Викторовна («Дуся»; 1914—1962) — кавалер ордена Ленина;
- Виноградова, Мария Ивановна («Маруся»; 1910—1990) — Герой Социалистического Труда.